# بوکس در المپیک تابستانی ۲۰۰۸ – سبک‌وزن
رقابت سبک‌وزن پنجمین دسته وزنی بوکس آماتوری بود که در بازی‌های المپیک تابستانی ۲۰۰۸ برگزار شد.

## مدال‌آوران
| طلا  | Aleksei Tishchenko روسیه   |
| نقره | دائودا سو فرانسه           |
| برنز | یوردنیس اوگاس · کوبا       |
| برنز | هراچیک جاواخیان · ارمنستان |